# 24649 Balaklava
24649 Balaklava è un asteroide della fascia principale. Scoperto nel 1985, presenta un'orbita caratterizzata da un semiasse maggiore pari a 3,1795120 UA e da un'eccentricità di 0,2445896, inclinata di 12,24765° rispetto all'eclittica.